# Eucharis shestakovi
Eucharis shestakovi – gatunek błonkówki z rodziny ścieskowatych.

## Zasięg występowania
Europa południowa.

## Budowa ciała
Osiąga ok. 5 mm długości ciała. Tułów masywny i silnie wysklepiony. Przedplecze słabo widoczne, schowane z tyłu głowy, scutellum bardzo rozrośnięte i silnie wypukłe. Stylik cienki, reszta odwłoka gruba i silnie rozdęta.
Głowa i mezosoma ciemne, scutum ciemnozielone z metalicznym połyskiem. Odwłok pomarańczowy. Skrzydła przezroczyste.

## Biologia i ekologia

### Tryb życia i biotop
Występuje zwykle na murawach kserotermicznych, napiaskowych i nasłonecznionych obrzeżach lasów. Widywany bardzo rzadko. Imago spotykane najliczniej od maja do lipca.

### Odżywianie
Postacie dorosłe nie pobierają pokarmu. Larwy są zewnętrznymi parazytoidami poczwarek mrówek (m.in. z rodzaju messor), tylko wyjątkowo pożerają one ich larwy.

### Rozród
Samica składa jaja na roślinach, poza mrowiskiem. Planidia – larwy pierwszego stadium rozwojowego, wyszukują mrówek i przyczepiają się do nich razem z nimi przenikając do gniazda. Mrówki, nie przejawiające oznak agresji wobec larw pasożyta, opiekują się nimi oraz pomagają przepoczwarczonym imago wydostać się z mrowiska.